# فهرست جایزه‌ها و نامزدی‌های کیم سو هیون
این فهرستی از جایزه‌ها و نامزدی‌های دریافت شده توسط کیم سو هیون بازیگر اهل کره جنوبی است.

## جوایز و نامزدی‌ها
- ا
- ب
- پ
- ت
- ث
- ج
- چ
- ح
- خ
- د
- ذ
- ر
- ز
- ژ
- س
- ش
- ص
- ض
- ط
- ظ
- ع
- غ
- ف
- ق
- ک
- گ
- ل
- م
- ن
- و
- ه
- ی

| مراسم جوایز                                       | سال  | دسته                                            | نامزد(ها) / اثر(ها)       | نتیجه    | منابع  |
| ------------------------------------------------- | ---- | ----------------------------------------------- | ------------------------- | -------- | ------ |
| جوایز ستارگان ای‌پی‌ای‌ان                            | ۲۰۱۲ | جایزه بازیگر برتر مرد                           | افسانه خورشید و ماه       | برنده    | [ ۱ ]  |
| جوایز ستارگان ای‌پی‌ای‌ان                            | ۲۰۱۴ | جایزه بهترین بازیگر مرد در یک مینی‌سریال         | تو از ستاره‌ها اومدی       | برنده    | [ ۲ ]  |
| جوایز ستارگان ای‌پی‌ای‌ان                            | ۲۰۱۴ | جایزه ستاره هالیو                               | تو از ستاره‌ها اومدی       | برنده    | [ ۲ ]  |
| جوایز ستارگان ای‌پی‌ای‌ان                            | ۲۰۱۵ | جایزه بزرگ (دسانگ)                              | تهیه‌کنندگان               | برنده    | [ ۳ ]  |
| جوایز ستارگان ای‌پی‌ای‌ان                            | ۲۰۱۵ | جایزه بهترین بازیگر مرد در یک مینی‌سریال         | تهیه‌کنندگان               | نامزدشده | [ ۴ ]  |
| جوایز ستارگان ای‌پی‌ای‌ان                            | ۲۰۲۱ | جایزه بهترین بازیگر مرد در یک مینی‌سریال         | مشکلی نیست که خوب نباشی   | نامزدشده | [ ۵ ]  |
| جوایز ستارگان ای‌پی‌ای‌ان                            | ۲۰۲۱ | جایزه ستاره محبوب، بازیگر مرد                   | مشکلی نیست که خوب نباشی   | برنده    | [ ۶ ]  |
| جوایز ستارگان ای‌پی‌ای‌ان                            | ۲۰۲۱ | جایزه کی‌تی سیزن استار                           | کیم سو هیون               | نامزدشده | [ ۷ ]  |
| جوایز ستارگان ای‌پی‌ای‌ان                            | ۲۰۲۲ | جایزه بهترین بازیگر مرد در یک درام اوتی‌تی       | یک روز معمولی             | نامزدشده | [ ۸ ]  |
| جوایز ستارگان ای‌پی‌ای‌ان                            | ۲۰۲۲ | جایزه ستاره محبوب، بازیگر مرد                   | یک روز معمولی             | نامزدشده | [ ۹ ]  |
| جوایز آرتیست آسیا                                 | ۲۰۲۰ | جایزه بزرگ (دسانگ)                              | مشکلی نیست که خوب نباشی   | برنده    | [ ۱۰ ] |
| جوایز آرتیست آسیا                                 | ۲۰۲۰ | AAA Hot Issue Award                             | کیم سو هیون               | برنده    | [ ۱۱ ] |
| جوایز مدل آسیا                                    | ۲۰۱۱ | جایزه مدل سی‌اف                                  | کیم سو هیون               | برنده    | [ ۱۲ ] |
| جوایز تلویزیون آسیایی                             | ۲۰۲۲ | بهترین عملکرد نقش اصلی مرد – دیجیتال            | یک روز معمولی             | نامزدشده | [ ۱۳ ] |
| جوایز هنری بکسانگ                                 | ۲۰۱۱ | بهترین بازیگر تازه‌کار مرد – تلویزیون            | رؤیای بلند                | نامزدشده |        |
| جوایز هنری بکسانگ                                 | ۲۰۱۱ | محبوب‌ترین بازیگر مرد – تلویزیون                 | رؤیای بلند                | نامزدشده |        |
| جوایز هنری بکسانگ                                 | ۲۰۱۲ | بهترین بازیگر مرد – تلویزیون                    | افسانه خورشید و ماه       | برنده    | [ ۱۴ ] |
| جوایز هنری بکسانگ                                 | ۲۰۱۲ | محبوب‌ترین بازیگر مرد – تلویزیون                 | افسانه خورشید و ماه       | نامزدشده | [ ۱۵ ] |
| جوایز هنری بکسانگ                                 | ۲۰۱۴ | بهترین بازیگر مرد – تلویزیون                    | تو از ستاره‌ها اومدی       | نامزدشده | [ ۱۶ ] |
| جوایز هنری بکسانگ                                 | ۲۰۱۴ | بهترین بازیگر تازه‌کار مرد – فیلم                | خیلی مخفیانه              | برنده    | [ ۱۷ ] |
| جوایز هنری بکسانگ                                 | ۲۰۱۴ | محبوب‌ترین بازیگر مرد – فیلم                     | خیلی مخفیانه              | برنده    | [ ۱۷ ] |
| جوایز هنری بکسانگ                                 | ۲۰۱۴ | محبوب‌ترین بازیگر مرد – تلویزیون                 | تو از ستاره‌ها اومدی       | برنده    | [ ۱۷ ] |
| جوایز هنری بکسانگ                                 | ۲۰۲۱ | بهترین بازیگر مرد – تلویزیون                    | مشکلی نیست که خوب نباشی   | نامزدشده | [ ۱۸ ] |
| جوایز هنری بکسانگ                                 | ۲۰۲۱ | محبوب‌ترین بازیگر مرد                            | کیم سو هیون               | نامزدشده | [ ۱۹ ] |
| جوایز بی‌آی‌اف‌اف به همراه ستاره آسیا ماری کلر       | ۲۰۱۴ | جوایز ستاره آسیا                                | کیم سو هیون               | برنده    | [ ۲۰ ] |
| جوایز بیگ بن                                      | ۲۰۱۹ | One of the Global Ten Outstanding Young Persons | کیم سو هیون               | برنده    | [ ۲۱ ] |
| جوایز فیلم اژدهای آبی                             | ۲۰۱۲ | بهترین بازیگر تازه‌کار مرد                       | دزدان                     | نامزدشده | [ ۲۲ ] |
| جوایز فیلم اژدهای آبی                             | ۲۰۱۲ | جایزه ستاره محبوب                               | دزدان                     | برنده    | [ ۲۳ ] |
| جوایز فیلم بوایل                                  | ۲۰۱۲ | بهترین بازیگر تازه‌کار مرد                       | دزدان                     | نامزدشده | [ ۲۴ ] |
| فستیوال تبلیغات بین‌المللی بوسان                   | ۲۰۱۵ | بهترین مدل کره‌ای سخنگو در چین                   | کیم سو هیون               | برنده    | [ ۲۵ ] |
| فستیوال تبلیغات بین‌المللی بوسان                   | ۲۰۱۶ | مورد تبلیغاتی کره‌ای مورد علاقه در چین           | کیم سو هیون               | برنده    | [ ۲۶ ] |
| China the Wind from the East Entertainment Awards | ۲۰۱۵ | جایزه اینفلوئنسر سرگرمی کره جنوبی               | کیم سو هیون               | برنده    | [ ۲۷ ] |
| جوایز کازمو بیوتی (چین)                           | ۲۰۱۳ | جایزه دریم آیکن                                 | کیم سو هیون               | برنده    | [ ۲۸ ] |
| جوایز موسیقی دیجیتال سای‌ورلد                      | ۲۰۱۱ | آهنگ ماه (فوریه)                                | «رؤیاپردازی» (رؤیای بلند) | برنده    | [ ۲۹ ] |
| جوایز ناقوس بزرگ                                  | ۲۰۱۳ | بهترین بازیگر تازه‌کار مرد                       | خیلی مخفیانه              | برنده    | [ ۳۰ ] |
| جوایز ناقوس بزرگ                                  | ۲۰۱۵ | جایزه محبوبیت                                   | کیم سو هیون               | برنده    | [ ۳۱ ] |
| جایزه هوادینگ                                     | ۲۰۱۵ | بهترین بازیگر مرد تلویزیونی جهانی               | تو از ستاره‌ها اومدی       | برنده    | [ ۳۲ ] |
| جایزه آیکن استار این استایل                       | ۲۰۱۶ | بهترین بازیگر مرد (درام)                        | کیم سو هیون               | برنده    | [ ۳۳ ] |
| جایزه آیکن استار این استایل                       | ۲۰۱۶ | جایزه فشنیستا                                   | کیم سو هیون               | برنده    | [ ۳۳ ] |
| فستیوال بین‌المللی دراما در توکیو                  | ۲۰۱۴ | بهترین بازیگر مرد در آسیا                       | کیم سو هیون               | برنده    | [ ۳۴ ] |
| جوایز درامای کی‌بی‌اس                               | ۲۰۱۱ | بهترین بازیگر تازه‌کار مرد                       | رؤیای بلند                | برنده    | [ ۳۵ ] |
| جوایز درامای کی‌بی‌اس                               | ۲۰۱۱ | جایزه محبوبیت، بازیگر مرد                       | رؤیای بلند                | برنده    | [ ۳۵ ] |
| جوایز درامای کی‌بی‌اس                               | ۲۰۱۱ | بهترین زوج (به همراه سوزی)                      | رؤیای بلند                | برنده    | [ ۳۵ ] |
| جوایز درامای کی‌بی‌اس                               | ۲۰۱۱ | جایزه نتیزن، بازیگر مرد                         | رؤیای بلند                | نامزدشده |        |
| جوایز درامای کی‌بی‌اس                               | ۲۰۱۵ | جایزه بزرگ (دسانگ)                              | تهیه‌کنندگان               | برنده    | [ ۳۶ ] |
| جوایز درامای کی‌بی‌اس                               | ۲۰۱۵ | جایزه بهترین بازیگر مرد                         | تهیه‌کنندگان               | نامزدشده |        |
| جوایز درامای کی‌بی‌اس                               | ۲۰۱۵ | جایزه بهترین بازیگر مرد در یک مینی‌سریال         | تهیه‌کنندگان               | نامزدشده |        |
| جوایز درامای کی‌بی‌اس                               | ۲۰۱۵ | بهترین زوج (به همراه چا ته-هیون و گونگ هیو جین) | تهیه‌کنندگان               | برنده    | [ ۳۷ ] |
| جوایز درامای کی‌بی‌اس                               | ۲۰۱۵ | بهترین زوج (به همراه گونگ هیو جین)              | تهیه‌کنندگان               | نامزدشده | [ ۳۸ ] |
| جوایز درامای کی‌بی‌اس                               | ۲۰۱۵ | بهترین زوج (به همراه آی‌یو)                      | تهیه‌کنندگان               | نامزدشده | [ ۳۸ ] |
| جوایز درامای کی‌بی‌اس                               | ۲۰۱۵ | جایزه نتیزن، بازیگر مرد                         | تهیه‌کنندگان               | برنده    | [ ۳۷ ] |
| Korea Best Dresser Swan Awards                    | ۲۰۱۱ | Best Dresser Male Artist                        | کیم سو هیون               | برنده    | [ ۳۹ ] |
| جوایز پخش کره                                     | ۲۰۱۲ | بهترین بازیگر مرد                               | افسانه خورشید و ماه       | برنده    | [ ۴۰ ] |
| جوایز درامای کره                                  | ۲۰۱۱ | بهترین بازیگر تازه‌کار مرد                       | رؤیای بلند                | برنده    | [ ۴۱ ] |
| جوایز درامای کره                                  | ۲۰۱۱ | محبوب‌ترین بازیگر مرد                            | رؤیای بلند                | برنده    | [ ۴۱ ] |
| جوایز درامای کره                                  | ۲۰۱۲ | جایزه بزرگ (دسانگ)                              | افسانه خورشید و ماه       | نامزدشده | [ ۴۲ ] |
| جوایز درامای کره                                  | ۲۰۱۴ | جایزه بزرگ (دسانگ)                              | تو از ستاره‌ها اومدی       | برنده    | [ ۴۳ ] |
| جوایز درامای کره                                  | ۲۰۱۴ | جایزه ستاره هالیو                               | تو از ستاره‌ها اومدی       | برنده    | [ ۴۴ ] |
| جوایز درامای کره                                  | ۲۰۱۵ | جایزه بزرگ (دسانگ)                              | تهیه‌کنندگان               | برنده    | [ ۴۵ ] |
| جوایز درامای کره                                  | ۲۰۱۵ | جایزه ستاره هالیو                               | تهیه‌کنندگان               | برنده    | [ ۴۵ ] |
| جوایز انجمن بازیگران فیلم کره                     | ۲۰۱۵ | جایزه محبوب‌ترین ستاره                           | کیم سو هیون               | برنده    | [ ۴۶ ] |
| جوایز فیلم جوانان کره                             | ۲۰۱۲ | محبوب‌ترین بازیگر تازه‌کار مرد                    | دزدان                     | برنده    | [ ۴۷ ] |
| جوایز درامای ام‌بی‌سی                               | ۲۰۱۲ | جایزه بهترین بازیگر مرد در یک مینی‌سریال         | افسانه خورشید و ماه       | برنده    | [ ۴۸ ] |
| جوایز درامای ام‌بی‌سی                               | ۲۰۱۲ | جایزه محبوبیت، بازیگر مرد                       | افسانه خورشید و ماه       | برنده    | [ ۴۸ ] |
| جوایز درامای ام‌بی‌سی                               | ۲۰۱۲ | جایزه بهترین زوج (به همراه هان گا این)          | افسانه خورشید و ماه       | نامزدشده | [ ۴۹ ] |
| جوایز درامای ام‌بی‌سی                               | ۲۰۱۲ | جایزه بهترین زوج (به همراه جونگ اون-پیو)        | افسانه خورشید و ماه       | نامزدشده | [ ۴۹ ] |
| جوایز برگزیده ۲۰ ام‌نت                             | ۲۰۱۱ | ستاره مرد هات درام                              | رؤیای بلند                | نامزدشده | [ ۵۰ ] |
| جوایز برگزیده ۲۰ ام‌نت                             | ۲۰۱۲ | ستاره درام ۲۰ – مرد                             | افسانه خورشید و ماه       | برنده    | [ ۵۱ ] |
| جوایز برگزیده ۲۰ ام‌نت                             | ۲۰۱۲ | جایزه محبوبیت فرش آبی ۲۰                        | کیم سو هیون               | برنده    | [ ۵۱ ] |
| جوایز برگزیده ۲۰ ام‌نت                             | ۲۰۱۳ | ستاره فیلم ۲۰ – مرد                             | خیلی مخفیانه              | نامزدشده | [ ۵۲ ] |
| جوایز برگزیده کودکان نیکلودین کره                 | ۲۰۱۲ | بازیگر مورد علاقه                               | افسانه خورشید و ماه       | برنده    | [ ۵۳ ] |
| جشنواره بین‌المللی فیلم‌های فوق‌العاده بوچئون        | ۲۰۱۳ | جایزه فشنیستا مردان                             | خیلی مخفیانه              | برنده    | [ ۵۴ ] |
| جوایز درامای اس‌بی‌اس                               | ۲۰۱۰ | جایزه ستاره تازه‌کار                             | غول                       | برنده    | [ ۵۵ ] |
| جوایز درامای اس‌بی‌اس                               | ۲۰۱۴ | جایزه بهترین بازیگر مرد در یک درام با طول متوسط | افسانه خورشید و ماه       | برنده    | [ ۵۶ ] |
| جوایز درامای اس‌بی‌اس                               | ۲۰۱۴ | جایزه محبوبیت نتیزن                             | افسانه خورشید و ماه       | برنده    | [ ۵۶ ] |
| جوایز درامای اس‌بی‌اس                               | ۲۰۱۴ | ۱۰ ستاره برتر                                   | افسانه خورشید و ماه       | برنده    | [ ۵۶ ] |
| جوایز درامای اس‌بی‌اس                               | ۲۰۱۴ | جایزه بهترین زوج (به همراه جون جی-هیون)         | افسانه خورشید و ماه       | برنده    | [ ۵۶ ] |
| جوایز بین‌المللی درامای سئول                       | ۲۰۱۴ | بهترین بازیگر مرد کره‌ای                         | افسانه خورشید و ماه       | برنده    | [ ۵۷ ] |
| جوایز بین‌المللی درامای سئول                       | ۲۰۱۴ | بازیگر مرد محبوب برگزیده توسط مردم              | افسانه خورشید و ماه       | برنده    | [ ۵۷ ] |
| جوایز SKY PerfecTV! (ژاپن)                        | ۲۰۱۱ | جایزه هالیو                                     | کیم سو هیون               | برنده    | [ ۵۸ ] |
| جوایز سومپی                                       | ۲۰۱۶ | بازیگر مرد سال                                  | تهیه‌کنندگان               | برنده    | [ ۵۹ ] |
| جوایز سول‌جون                                      | ۲۰۱۴ | بهترین بازیگر مرد                               | تو از ستاره‌ها اومدی       | برنده    | [ ۶۰ ] |
| جوایز استایل آیکن                                 | ۲۰۱۱ | نیو آیکن                                        | کیم سو هیون               | برنده    | [ ۶۱ ] |
| جوایز استایل آیکن                                 | ۲۰۱۲ | استایل آیکن                                     | کیم سو هیون               | نامزدشده |        |
| جوایز استایل آیکن                                 | ۲۰۱۳ | استایل آیکن                                     | کیم سو هیون               | نامزدشده |        |
| جوایز استایل آیکن                                 | ۲۰۱۴ | استایل آیکن                                     | کیم سو هیون               | برنده    | [ ۶۲ ] |
| جوایز تی‌وی‌سی‌اف                                    | ۲۰۱۳ | مدل سال                                         | کیم سو هیون               | برنده    | [ ۶۳ ] |

## سایر افتخارات

### افتخارات دولتی و فرهنگی
| کشور      | سازمان                       | سال  | افتخار/جایزه                                     | منابع  |
| --------- | ---------------------------- | ---- | ------------------------------------------------ | ------ |
| کره جنوبی | جوایز فرهنگ و هنر عامه کره‌ای | ۲۰۱۲ | تقدیرنامه وزارت فرهنگ، ورزش و جهانگردی کره جنوبی | [ ۶۷ ] |
| کره جنوبی | جوایز فرهنگ و هنر عامه کره‌ای | ۲۰۱۴ | تقدیرنامه نخست‌وزیر                               | [ ۶۸ ] |
| کره جنوبی | مؤسسه ترویج برند ملی         | ۲۰۱۵ | جایزه بزرگ برند ملی – بخش فرهنگ                  | [ ۷۰ ] |
| کره جنوبی | سرویس مالیاتی ملی            | ۲۰۱۵ | تقدیرنامه مالیات‌دهنده نمونه                      | [ ۷۲ ] |
| کره جنوبی | سرویس مالیاتی ملی            | ۲۰۲۳ | تقدیرنامه رئیس‌جمهور                              | [ ۷۳ ] |

### فهرست‌ها
| ناشر        | سال  | فهرست                                                                  | جایگاه      | منابع  |
| ----------- | ---- | ---------------------------------------------------------------------- | ----------- | ------ |
| فوربز       | ۲۰۱۲ | ۴۰ سلبریتی قدرتمند کره                                                 | سی و نهم    | [ ۷۴ ] |
| فوربز       | ۲۰۱۳ | ۴۰ سلبریتی قدرتمند کره                                                 | چهارم       | [ ۷۵ ] |
| فوربز       | ۲۰۱۴ | ۴۰ سلبریتی قدرتمند کره                                                 | هفدهم       | [ ۷۶ ] |
| فوربز       | ۲۰۱۵ | ۴۰ سلبریتی قدرتمند کره                                                 | دوم         | [ ۷۶ ] |
| فوربز       | ۲۰۱۶ | ۳۰ شخص زیر ۳۰ سال (آسیا)                                               | جایگیری شده | [ ۷۷ ] |
| فوربز       | ۲۰۱۶ | ۴۰ سلبریتی قدرتمند کره                                                 | پنجم        | [ ۷۸ ] |
| فوربز       | ۲۰۲۱ | ۴۰ سلبریتی قدرتمند کره                                                 | بیستم       | [ ۷۹ ] |
| فوربز       | ۲۰۲۲ | ۴۰ سلبریتی قدرتمند کره                                                 | بیست و یکم  | [ ۸۰ ] |
| شیسا ژورنال | ۲۰۱۴ | چه کسی کره را تغییر می‌دهد – تأثیرگذارترین افراد در پخش همگانی و سرگرمی | هفتم        | [ ۸۵ ] |
| شیسا ژورنال | ۲۰۱۵ | چه کسی کره را تغییر می‌دهد – تأثیرگذارترین افراد در پخش همگانی و سرگرمی | نهم         | [ ۸۶ ] |
| شیسا ژورنال | ۲۰۱۶ | چه کسی کره را تغییر می‌دهد – تأثیرگذارترین افراد در پخش همگانی و سرگرمی | نهم         | [ ۸۷ ] |